# Топильнянський велетень
Топильнянський велетень — ботанічна пам'ятка природи місцевого значення. Об'єкт розташований на території Шполянського району Черкаської області, село Топильна.

## Опис
Обхват стовбура 7,1 м. Висота 26 м. Вік близько 200 років. Площа — 0,1 га. Росте на території середньої школи кв. № 2 села Топильна Шполянського району Черкаської області. Дерево отримало статус ботанічної  пам'ятки природи в 2011 р. за матеріалами  Київського еколого-культурного центру.

## Ресурси Інтернету
- Фотогалерея самых старых и выдающихся деревьев Украины  [Архівовано 8 квітня 2014 у Wayback Machine.]

## Виноски
1. 1 2   Шнайдер С. Л., Борейко В. Е., Стеценко Н. Ф. 500 выдающихся деревьев Украины. — К.: КЭКЦ, 2011. — 203 с.